# Li Xing
Li Xing (født 19. oktober 1962) er professor ved Institut for Politik og Samfund ved Aalborg Universitet, hvor han forsker og underviser i internationale relationer, international politisk økonomi, udviklingsstudier og Kina og internationale relationer.  

## Uddannelse
Li Xing er uddannet bachelor i engelsk sprog og litteratur fra Guangzhou University of Foreign Languages fra 1985. I 1994 blev han færdig med sin kandidat i engelsk og internationale studier fra Aalborg Universitet, hvor han også fik tildelt sin Ph.d. i udviklingsstudier og internationale relationer i 1998.

## Karriere, udmærkelser og kontroverser
Li Xing blev i 2003 ansat som adjunkt ved Aalborg Universitet, i 2006 lektor og i 2012 blev han ansat som professor. I 2007 gjorde han det, sammen med kollegaer, muligt at læse kinastudier på Aalborg Universitet. I 2012 igangsatte og grundlagde han en kandidatgrad i Kina og internationale relationer ved Aalborg Universitet i samarbejde med University of International Relations i Beijing. Han stod i spidsen for denne double/joint uddannelse indtil 2015, hvor den blev lukket grundet mistanke om, at det kinesiske universitet havde tætte bånd til det kinesiske efterretningsvæsen   Derudover har han varetaget en række andre administrative poster, som formand for studienævnet ved Institut for Politik & Samfund og medlem af institutrådet og SAMF’s akademisk råd. Desuden er han leder af Research Center on Development and International Relations (DIR) ved Aalborg Universitet. Siden 2012 har han også været chefredaktør for Journal of China and International Relations. I 2019 blev han kåret som ”Teacher of the Year” af studienævnet for internationale forhold. Li Xing har også optrådt i medierne mange gange og er blandt andet blevet interviewet af Clement fra DR2.
Endelig er Li Xing udnævnt æresprofessor af en række kinesiske universiteter som University of International Relations, Beijing Normal University, Guangdong Institute for International Strategies, Zhongnan University of Finance and Law, Huaqiao University, Guangxi University og Jiaxing University. Han er ofte inviteret til besøg og foredrag i Kina og andre steder rundt omkring i verden.

## Publikationer

### Bøger under temaet "The Rise of China and the Existing World Order"
- Li, Xing (ed.) (2021) China-EU Relations in a New Era of Global Transformation. London: Routledge. https://www.routledge.com/China-EU-Relations-in-a-New-Era-of-Global-Transformation/Xing/p/book/9780367562397
- Bernal-Meza, Raúl and Li, Xing (eds.) (2020) China-Latin America Relations in the 21st Century: the Dual Complexities of Opportunities and Challenges. London: Palgrave Macmillan https://www.palgrave.com/gp/book/9783030356132
- Li, Xing (ed.) (2019) The International Political Economy of the BRICS. London: Routledge. https://www.routledge.com/The-International-Political-Economy-of-the-BRICS/Xing/p/book/9781138579576
- Li, Xing (ed.) (2018) Mapping China’s One Belt One Road” Initiative. London: Palgrave Macmillan. https://www.palgrave.com/gp/book/9783319922003
- Christensen, Steen F. and Li Xing (2016) Emerging Powers, Emerging Markets, Emerging Societies: Global Responses. London: Palgrave MaCmillan. [[https://www.palgrave.com/gp/book/9781137561770]]
- Li, Xing (ed.) (2014) The Rise of the BRICS and Beyond: The Political Economy of the Emergence of a New World Order?  Farnham, UK: Ashgate Publisher. https://www.routledge.com/The-BRICS-and-Beyond-The-International-Political-Economy-of-the-Emergence/Xing/p/book/9781138359345
- Li, Xing and Osman Farah (eds.) (2013) China-Africa Relations in an Era of Great Transformation. Surrey. UK: Ashgate Publisher. https://www.routledge.com/China-Africa-Relations-in-an-Era-of-Great-Transformations/Xing-Farah/p/book/9781138254664
- Li, Xing and Steen Fryba Christensen (eds.) (2012) The Rise of China and The Impact on Semi-periphery and Periphery Countries. Aalborg-Denmark: Aalborg University Press. https://aauforlag.dk/shop/boeger/the-rise-of-china-and-the-impact-on-semi-periphery.aspx Arkiveret 13. april 2021 hos  Wayback Machine
- Li, Xing (ed.) (2010) The Rise of China and the Capitalist World Order. Surrey, UK: Ashgate Publisher. https://www.routledge.com/The-Rise-of-China-and-the-Capitalist-World-Order/Xing/p/book/9780754679134

### Udvalgte internationale tidsskrift artikler
- Li, Xing (2020) “The Rise of China and Its Impact on World Economic Stratification and Re-stratification”, Cambridge Review of International Affairs. (e-publication ahead of the printed version)
- Li, Xing (2020) “China’s Pursuit of Soft Power: Norm Diffusion as a Soft Power Mechanism”, Advances in Applied Sociology. Vol.10 No.7. pp. 278-297.
- Li, Xing (2018) “The Endgame or Resilience of the Chinese Communist Party's Rule in China: A Gramscian Approach”, Journal of Chinese Political Science. Volume 23, Issue 1. Pp. 83-104.
- Li, Xing (2016) “Understanding China’s Economic Success: “Embeddedness” with Chinese Characteristics”, Asian Culture and History, Vol. 8, No. 2. Pp. 18-31.
- Li, Xing (2015) “Interpreting and Understanding ‘the Chinese Dream’ in a Holistic Nexus”, special issue, Fudan Journal of the Humanities and Social Sciences. Vol. 8, No. 4. pp. 505-520.
- Li, Xing and Timothy M. Shaw (2013) “The Political Economy of Chinese State Capitalism”, China and International Relations, Vol. 1, No. 1. Pp. 88-113.
- Li, Xing and Jacques Hersh (2006) “Understanding Global Capitalism: Passive Revolution and Double Movement in the Era of Globalization”, American Review of Political Economy, Vol. 4, No. 1/2. Pp. 36-55.
- Li, Xing and Hersh, Jacques (2004) “The Genesis of Capitalism: The Nexus between ‘Politics in Command’ and Social Engineering”, American Review of Political Economy, Vol. 2, No.2. Pp. 100-144.
- Li, Xing (2001) “The Chinese Cultural Revolution Revisited”, The China Review, Vol. 1, No. 1. Pp. 137-165.
- Li, Xing (2001) “The Market-Democracy Conundrum”, Journal of Political Ideologies, Vol. 6, No. 1. Pp. 75-94.

### Udvalgte bogkapitler
- Li, Xing (2021) “China-EU Relations at a Crossroads: Systemic Rivalry or Strategic Partnership?” In Li Xing (ed.) China-EU Relations in a New Era of Global Transformation. London: Routledge
- Li, Xing (2021) “The EU’s Struggle of “Standing in Two Boats”: The Dual Complexity of the Belt and Road in China-EU Relations.” In Li Xing (ed.) China-EU Relations in a New Era of Global Transformation. London: Routledge
- Li Xing (2021) “Conceptualizing ‘Meritocracy” as “Ruling Legitimacy’ in the Course of China’s Transformation and Global Rise.” In Chris Shei (ed.) The Routledge Handbook of Chinese Studies. UK: Routledge.
- Li Xing (2020) “The rise of China and the US-led world order: Can two tigers share the same mountain?” In Bart Gaens & Ville Sinkkonen (eds.) Great-Power Competition and the Rising US-China Rivalry: towards a new Normal? Finish Institute of International Affairs, Report 66. Pp. 57-71.
- Li, Xing and Zhang, Shengjun (2020) “The International Political Economy of the Rise China and Emerging Powers: Traditional Perspectives and Beyond”. In Ernesto Vivares (ed) The Routledge Handbook to Global Political Economy. London: Routledge. Pp. 74-91.
- Li Xing (2020) “China’s Global Rise and Neoimperialism: Attitudes and Actualities.” In Immanuel Ness and Zak Cope (eds) Palgrave Encyclopedia of Imperialism & anti-imperialism. London: Palgrave Macmillan. (E-publication ahead of the printed version)
- Li Xing (2020) “The International Political Economy of Emerging Powers: Attitudes and Actualities.”  In Li Xing (ed.) The International Political Economy of the BRICS. London: Routledge. Pp. 1-17.
- Li Xing (2019) “The Rise of China and the Dual Complexities of Hegemony and Counter-Hegemony.” In Li Xing (ed.) The International Political Economy of the BRICS. London: Routledge. Pp. 95-117.
- Li Xing (2019) “China’s Pursuit of the 'One Belt One Road' Initiative: A New World Order with Chinese Characteristics?” In Li Xing (ed.) Mapping China’s "One Belt One Road" Initiative. London: Palgrave Macmillan. Pp. 1-27.
- Li Xing (2019) “Understanding the Multi-facets of China’s 'One Belt One Road' Initiative.” In Li Xing (ed.) Mapping China’s "One Belt One Road" Initiative. London: Palgrave Macmillan. Pp. 29-56.
- Li Xing (2018) “World War 1 and the Chinese Revolution.” In Søren Dosenrode (ed.) World War 1: The Great War and its Impact. Aalborg: Aalborg University Press. Pp. 265-290.
- Steen Fryba Christensen and Li Xing (2016) “The Emerging Powers and the Emerging World Order: Back to the Future?” In Steen F. Christensen and Li Xing (eds.) Emerging Powers, Emerging Markets, Emerging Societies: Global Responses. London: Palgrave MaCmillan. Pp. 3-29.
- Li Xing (2016) “Conceptualizing the Dialectics of China’s Presence in Africa.” In Justin van der Merwe, Ian Taylor, and Alexandra Arkhangelskaya and (eds.) Emerging Powers in Africa: A New Wave in the Relationship? London: Palgrave MaCmillan. Pp. 77-106.
- Li Xing (2016) “From ‘Hegemony and World Order’ to ‘Interdependent Hegemony and World Reorder’.” In Steen F. Christensen and Li Xing (eds.) Emerging Powers, Emerging Markets, Emerging Societies: Global Responses. London: Palgrave MaCmillan. Pp. 30-54.

### Udvalgte media kronik artikler
- Li, Xing (2021) “EU must strike balance between its values and interests”, South China Morning Post, March 4. https://www.scmp.com/comment/opinion/article/3123787/us-china-rivalry-sharpens-eu-must-strike-pragmatic-balance-between
- Li, Xing and Vadell, Javier (2021) “CHINA Y LA NUEVA COALICIÓN LIDERADA POR EE.UU.: ¿QUIÉN PAGA LOS COSTES?” [China and the New US-Led Coalition: Who Will Pay the Costs?], Agenda Pública en EL PAÍS. https://agendapublica.es/china-y-la-nueva-coalicion-liderada-por-ee-uu-quien-paga-los-costes/
- Li, Xing and Vadell, Javier (2020) “¿Estamos frente al retorno de las ‘Esferas de Influencia’ en el sistema internacional?” [Are we facing the return of the "Spheres of Influence" in the international system?], EL PAÍS, November 1. https://elpaisdigital.com.ar/contenido/estamos-frente-al-retorno-de-las-esferas-de-influencia-en-el-sistema-internacional/28872
- Bernal-Meza, Raúl and Li, Xing (2020) “EE.UU versus China: ¿nueva Guerra Fría?” [USA versus China: new Cold War?], Clarín, August 7. https://www.clarin.com/opinion/ee-uu-versus-china-nueva-guerra-fria-_0_snq8oxGdL.html
- Li, Xing (2020) “West must learn to deal with China's rise as world power”, South China Morning Post, July 7. https://www.scmp.com/comment/opinion/article/3091881/why-west-must-learn-china-not-try-change-or-destroy-it
- Li, Xing and Vadell, Javier (2020) “¿Existe una competencia China-Occidente entre sistemas políticos?” [Is there a China-West competition between political systems?], Perfil, June 6. https://www.perfil.com/noticias/internacional/existe-una-competencia-china-occidente-entre-sistemas-politicos.phtml

## Internationale keynote præsentationer
- Host to the Polaris-Live (podcast) program on “The Telegram: A China Agenda for Pres. Biden." September 21, 2021. https://www.youtube.com/watch?v=K-fnJYQV8Q0&t=1025s
- Contribution to Polaris Live by Sarwar Kashmeri and his report - THE TELEGRAM: A CHINA AGENDA FOR PRESIDENT BIDEN, published by American Foreign Policy Association. April 6, 2021. https://www.youtube.com/watch?v=oPhEKiDqTsw
- Panelist “Will the Belt and Road Initiative Reshape the Global Economy and World Order in the post-COVID-19 World?” York Center for Asian Research, York University, April 29, 2021. https://ycar.apps01.yorku.ca/event/belt-and-road-initiative-theoretical-debates-asia-4/?instance_id=764 Arkiveret 24. september 2021 hos  Wayback Machine
- “China-US Rivalry in Shaping the New World Order.”  A web-conference organized by PUC Minas, Brazil, and Universidad Católica de Córdoba - Jesuitas, Argentia, and Aalborg University, and Universidad Nacional de Rosario, Argentina. 10 Sep 2020
- “Exploring the Multiple Facets of China’s “One Belt One Road” Initiative under the Existing World Order.” China Council for the Promotion of International Trade. 29 Jun 2020
- “Interpreting China’s Rise in the Existing World Order”. LEANGKOLLEN SECURITY CONFERENCE. 3-4 Feb, 2020. https://www.atlanterhavskomiteen.no/leangkollen-security-conference/leangkollen-security-conference-2020
- “Mapping China’s Belt and Road Initiative: Connectivity, Diplomacy and Globalization.” Center for Science and Commercial Diplomacy, Copenhagen. 13 Nov 2019
- “The rise of China and its global impact.” (panel) The Riga Conference 2019. 11-12 Oct, 2019.https://archive2.rigaconference.lv/agenda-day1.html
- “One Belt, One Road and the Globalization of China's Political Economy.” International Center for Cultural Studies, National Chiao Tung University. 3 Oct 2019. https://www.youtube.com/watch?v=oJ9mcf7u2Lw
- “Understanding the Multiple Facets of China’s ‘One Belt One Road’ Initiative .” The 6th Annual Helsinki SummerSession. Aug 26-29, 2019. https://www.fiia.fi/en/event/6th-annual-helsinki-summer-session-us-china-relations-friction-and-engagement
- “The Emergence of a Chinese School of International Relations Theory: Constraints and Challenges?” International Symposium on International Relations: A Centennial Retrospect and Prospect. Beijing, China. 2-3 Jul, 2019.
- “The International Political Economy of the BRICS.” The BRICS Policy Center, Rio de Janeiro, Brazil. 12 Mar 2019. https://bricspolicycenter.org/en/interview-and-lecture-with-professor-li-xing-about-china-and-the-brics/
- “The multiple complexities of China’s positions in the global economy: implication to the Global South.” Brazilian Naval War College, Rio de Janeiro, Brazil. 12 Mar 2019.
- “The Rise of China and Emerging Powers: Theoretical Conceptualization.” The Brazilian Army Superior Command and Staff College, the Brazilian Naval War College, and the Brazilian War College, Rio de Janeiro, Brazil. 14 Mar 2019
- “China’s Belt and Road Initiative: Implications for Europe and Asia", Conference – China and the “Wider” Eastern Europe, University of Turku. 18 April, 2018. https://networks.h-net.org/node/22055/discussions/1726753/cfp-china-and-%E2%80%9Cwider%E2%80%9D-eastern-europe-international-conference-and
- “Understanding the Multiple Facets of China’s ‘One Belt One Road’ Strategy.” Conference - Where the Silk Road Economic Belt meets the Polar Silk Road: Nordic prospects, visions, projects. 23-24 May, 2018. https://www.asiaportal.info/event/where-the-silk-road-economic-belt-meets-the-polar-silk-road-nordic-prospects-visions-projects/ Arkiveret 24. september 2021 hos  Wayback Machine